# Schober-Test

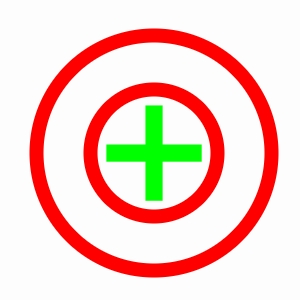
Schober-Test

Der Schober-Test ist ein Untersuchungsverfahren mittleren Dissoziationsgrades, das in der Schielheilkunde (Strabologie) zur qualitativen Prüfung des Simultansehens und der Fusion verwendet wird und somit Aufschluss über latente oder manifeste Schielabweichungen gibt. Entwickelt wurde er von dem Physiker und Augenarzt Herbert Schober.

## Durchführung
Bei der Untersuchung wird dem Probanden eine Rot-Grün-Brille oder ein einfacher Rot-Grün-Filter vorgehalten, um die Seheindrücke des rechten und linken Auges farblich zu trennen. Er betrachtet dann in einer Entfernung von fünf Metern ein grünes Kreuz, das sich innerhalb zweier roter Kreise befindet. Dabei kann er wegen der Farbfilter mit einem Auge jeweils nur das Kreuz oder die Kreise sehen.

## Auswertung
Eine Versuchsperson mit normalem Sehvermögen oder harmonisch anomaler Netzhautkorrespondenz wird nun ein grünes Kreuz in der Mitte zweier roter Kreise erkennen können. Bei Personen mit labiler Fusion, aber gleichwohl vorhandenem Simultansehen treten Doppelbilder (Diplopie) auf und sie erkennen das grüne Kreuz außerhalb des Zentrums der beiden roten Kreise. Seine Position ist dabei je nach vorhandener Abweichung in der horizontalen und/oder vertikalen Ebene mehr oder weniger ausgeprägt verschoben. Durch das Vorhalten von Prismengläsern kann das Kreuz optisch wieder in das Zentrum verschoben und somit der objektive oder ggf. subjektive Schielwinkel bestimmt werden. Ist das Binokularsehen des Probanden soweit gestört, dass kein Simultansehen vorhanden ist und der Seheindruck eines Auges unterdrückt wird, nimmt er lediglich entweder das grüne Kreuz oder die roten Kreise wahr.